# 982 до н. е.

## Події
- Юдея: тимчасовим правителем у Хевроні, можливо, стає Авесалом

### Астрономічні явища
- 10 квітня. Часткове сонячне затемнення.[1]
- 3 жовтня. Часткове сонячне затемнення.[1]